# Un garçon précieux
Pour plus de détails, voir Fiche technique et Distribution.
Un garçon précieux (titre original : The Village Sleuth) est un film muet américain de Jerome Storm, sorti en 1920.

## Synopsis
Un soi-disant détective incompétent qui se trompe régulièrement dans ses déductions, tombe un jour sur un véritable escroc, coupable d'un vrai crime.

## Fiche technique
- Titre original : The Village Sleuth

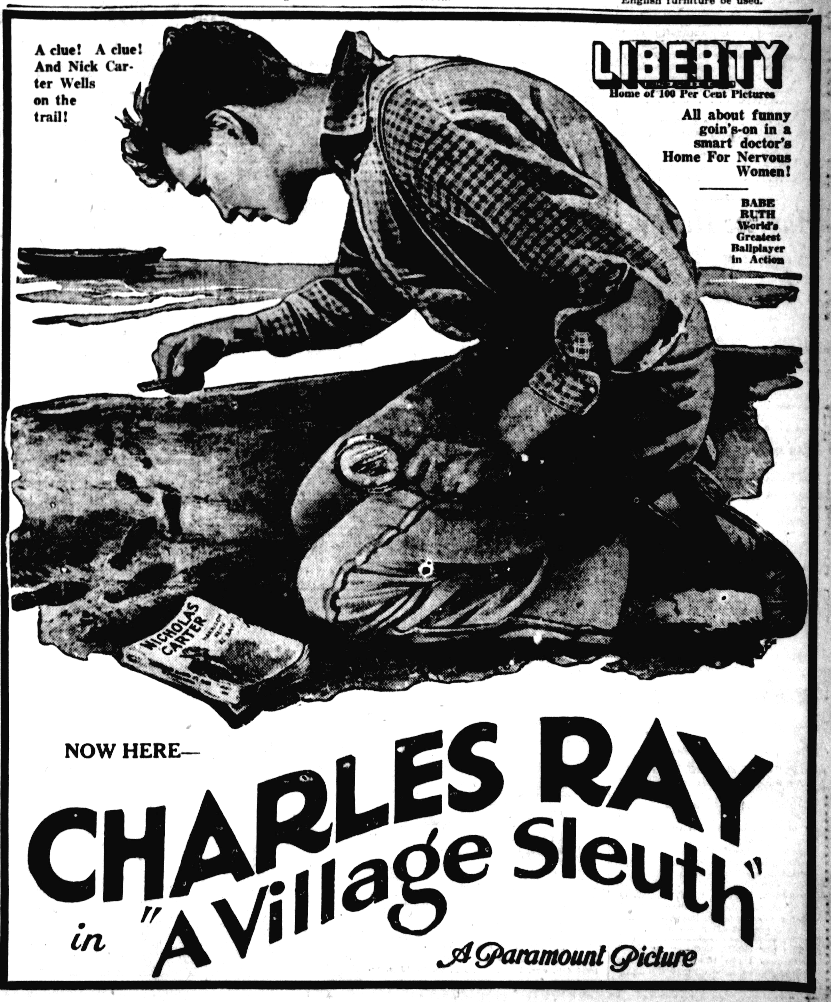
Annonce du film dans un journal américain.

- Titre français : Un garçon précieux
- Réalisation : Jerome Storm
- Scénario : Agnes Christine Johnston
- Photographie : Chester Lyons
- Production : Thomas H. Ince
- Société de production : Thomas H. Ince Productions
- Société de distribution : Famous Players-Lasky Corporation
- Pays de production :  États-Unis
- Langue originale : anglais
- Format : noir et blanc — 35 mm — 1,33:1 — Muet
- Genre : Comédie
- Durée : 50 minutes
- Dates de sortie :
  - États-Unis : 12 septembre 1920

## Distribution
- Charles Ray : William Wells
- Winifred Westover : Pinky Wagner
- Dick Rush : David Keene
- Donald MacDonald : Dr Roberts
- George F. Hernandez : Mr. Richley
- Betty Schade : Mrs. Richley
- Louis Morrison : Pa Wells